# Organización territorial de Asturias
La organización territorial de Asturias es competencia exclusiva de la propia comunidad autónoma, según lo que establece el Estatuto de Autonomía del Principado de Asturias. Así, se precisa que “el Principado de Asturias se organiza territorialmente en Municipios, que recibirán la denominación tradicional de Concejos, y en Comarcas” (art. 6.1 EA) y en el mismo precepto se alude a la posible creación de Áreas metropolitanas (art. 6.3 EA). Más adelante, en el art. 10, al enunciar las competencias exclusivas que asume la comunidad autónoma, se recuerda la competencia exclusiva del Principado para crear entidades de ámbito inferior o superior al Municipio (art. 10.1.2 EA).
De forma general, los elementos de la organización territorial de la comunidad autónoma del Principado de Asturias son los siguientes: concejos, parroquias rurales, comarcas y áreas metropolitanas. Además, estos elementos conviven con las divisiones territoriales propias del régimen electoral, del sistema sanitario y los partidos judiciales.

## Concejos
Según el Estatuto de Autonomía de Asturias, el territorio del Principado está formado por concejos, nombre tradicional de los municipios. Los municipios cuentan con autonomía local, reconocida por la Constitución, aunque el Principado de Asturias cuenta con varias funciones:
1. Creación, supresión o alteración de los términos municipales.
2. Organización complementaria. La organización básica del Ayuntamiento se compone de alcalde y concejales, establecida en la legislación estatal, en concreto en la Ley de Bases del Régimen Local. Añadido a esto, puede disponer de otros órganos complementarios. El Principado de Asturias no ha hecho uso de esta competencia, aunque muchos Concejos han aprobado Reglamentos orgánicos en los que establecen el régimen de funcionamiento de sus órganos, entre los que incluyen algunos “complementarios”, no básicos o esenciales, como las Comisiones informativas o Consejos sectoriales.
3. Atribución de competencias. El legislador estatal ha precisado un listado de materias en las que los legisladores competentes, ya sea el estatal o el autonómico, han de reconocer una adecuada participación de los Concejos en la gestión de esa competencia. Así, cuando el Principado de Asturias regule, dentro del ámbito de su competencia, aspectos relativos al urbanismo, patrimonio histórico, protección ambiental, defensa de los consumidores y usuarios, transporte de viajeros, en fin, todos aquellos que invoca de manera expresa el art. 25.2 LBRL, deberá reconocer un ámbito de competencia propio de los Concejos para que estas Administraciones puedan, de manera autónoma, participar en la gestión de los intereses locales afectados.
4. Potestades de coordinación de servicios. El Principado de Asturias puede utilizar distintos instrumentos o figuras para coordinar las competencias de los Concejos asturianos. Así, crear órganos autonómicos que integren en su seno a representantes de los Concejos con la finalidad de coordinar algunas actuaciones o intereses supramunicipales, que pueden tener un carácter general, caso de la Comisión Asturiana de Administración Local, creada mediante la Ley 1/2000, de 20 de junio; o de carácter más específico para coordinar alguna competencia concreta, como el Consorcio de transportes de Asturias, creado mediante la Ley 1/2002, de 11 de marzo.
5. Control de la actuación municipal.
6. Control financiero.

## Entidades de ámbito inferior al municipio

### Parroquias
La parroquia es la división tradicional de los concejos asturianos, igual que en Galicia, cuyo origen es la parroquia eclesiástica. Actualmente parroquia es el nombre que reciben las entidades colectivas de población en Asturias.
La figura de la parroquia rural se desarrolló a través de la Ley del Principado 11/1986, de Reconocimiento de la Personalidad Jurídica de la Parroquia Rural. La Ley contiene una regulación completa de la parroquia rural: requisitos para el reconocimiento de personalidad jurídica; sujetos legitimados para tramitar la iniciativa; competencias; y órganos de gobierno de la parroquia rural.
En cuanto hace referencia a las competencias, éstas se circunscriben a la administración y conservación de su patrimonio, a la conservación, mantenimiento y vigilancia de los caminos rurales del término parroquial, y a la prestación de servicios y ejecución de obras de exclusivo interés de la parroquia. El eje sobre el que pivota la existencia de las parroquias rurales es, precisamente, el de la administración y conservación de su patrimonio, del que proviene, normalmente, su única fuente de financiación. Podemos, pues, afirmar, que la parroquia rural existe con el único objeto de administrar los montes, pastos, cotos, leña y rozos, que les puedan pertenecer.
En cuanto se refiere a la organización, ésta se estructura en torno a un órgano unipersonal denominado Presidente, y un órgano colegiado denominado Junta de Parroquia, que está integrado por el presidente y un número de miembros que no puede ser inferior a dos ni superior al tercio de concejales que integren el respectivo Ayuntamiento, lo que en ningún caso nos sitúa por encima de los cuatro miembros. Las funciones de uno y otro son las propias de los órganos unipersonales y colegiados en la organización administrativa. Además, corresponde al Presidente la recopilación y conservación del derecho tradicional estatuido en ordenanza o por escrito y velar por la costumbre del lugar, siempre que uno y otro no se opongan a la ley o a normas de rango superior. 

## Entidades de ámbito superior al municipio

### Comarcas
El Estatuto también habla de la posibilidad de creación de comarcas. Mediante la Ley 3/1986, de 15 de mayo, se ha precisado el procedimiento para la creación de comarcas en el Principado de Asturias. En esta Ley se define la comarca como aquella entidad local que se integra por Concejos limítrofes vinculados por características geográficas, socioeconómicas o históricas o por intereses comunes que precisen de una consideración y de una gestión unitaria, o aconsejen la prestación de servicios a nivel territorial superior al de cada uno de los que en ella se comprenden y para la consecución de la mayor eficacia y el más óptimo grado de rentabilidad social y económica (art. 2).
Los Ayuntamientos pueden ejercer la iniciativa ante el parlamento asturiano (tras adoptar un acuerdo favorable aprobado por la mayoría absoluta de los corporativos). También están capacitados, según el artículo 4, los vecinos que representen, al menos, el cincuenta por ciento del padrón de los Concejos, y la propia Junta General del Principado. No podrá crearse la comarca si a ello se oponen expresamente las dos quintas partes de los Concejos que debieran agruparse en ella, o bien cualquiera que sea el número de Concejos que se opongan siempre que éstos representen, al menos, la mitad del censo electoral del territorio correspondiente (art. 5).
La Ley de Bases del Régimen Local, sin embargo, establece una regulación diferente. En su artículo 42.2, esta ley de ámbito nacional dice lo siguiente: «[...] En cualquier caso, no podrá crearse la comarca si a ello se oponen expresamente las dos quintas partes de los Municipios que debieran agruparse en ella, siempre que, en este caso, tales Municipios representen al menos la mitad del censo electoral del territorio correspondiente. [...]» Es decir, que se exigen ambas condiciones de manera concurrente: constituir al menos dos quintas partes de los municipios y, al mismo tiempo, representar la mitad del censo electoral. La ley asturiana permite cumplir solo una de las dos: dos quintas partes de los Concejos o bien, cualquier concejo o agrupación de concejos que suponga la mitad del censo electoral.
Esta diferencia no existía en el proyecto de ley original, que entró en la Junta General del Principado de Asturias, el 27 de mayo de 1985. El artículo 5.1 tenía una redacción muy similar a la actual LBRL:
[..] En cualquiera de los casos enumerados en el artículo anterior, no podrá crearse la comarca si a ello se oponen expresamente las dos quintas partes de los concejos que debieran agruparse en ella, siempre que tales concejos representen al menos la mitad del censo electoral del territorio correspondiente [...]
Durante la instrucción del procedimiento deberán incorporarse los estudios que justifiquen las afinidades geográficas, sociales o históricas de los Concejos, los intereses comunes, las ventajas de la creación de esta nueva entidad local, los servicios locales que pueden asumir, etc. De este expediente se facilitará la audiencia a los Concejos y a los vecinos por un plazo de dos meses para que presenten alegaciones. Transcurrido este periodo, si el Consejo de Gobierno del Principado de Asturias considera viable y conveniente la creación de la comarca, iniciará la redacción del correspondiente anteproyecto de ley. El contenido de la Ley deberá comprender, al menos, la precisión de su ámbito territorial, las competencias que pueda ejercer, de manera esencial, aquellas competencias que puedan ser objeto de transferencia o delegación, pues se podría configurar la comarca como una circunscripción territorial propia; los recursos económicos de que dispondrá, así como la composición y funcionamiento de sus órganos de gobierno, que serán un Consejo Comarcal con participación de los Concejos de manera representativa y una Presidencia colegiada, integrada por un representante de cada Concejo (arts. 7 a 9). 
A pesar de contar con esta ley, ningún municipio asturiano ha presentado la iniciativa para constituirse en comarca. Siguiendo a Sosa Wagner, esto se podría deber a que otras entidades de carácter supramunicipal, como son las Mancomunidades, asumen la prestación de servicios o la satisfacción de intereses comunes de varios Concejos.

### Áreas metropolitanas
El EA desde su redacción originaria, al aludir a la organización territorial del Principado, admite que podrán crearse Áreas metropolitanas (art. 6.3 EA). De esta forma, se podría valorar la posible creación de un área metropolitana de Asturias, como gran conurbación, para coordinar la mejor prestación de algunos servicios públicos, caso del abastecimiento y depuración de las aguas o el transporte público de viajeros, de manera similar a las áreas metropolitanas constituidas en Cataluña.

### Mancomunidades
El Estatuto de Autonomía no alude a las Mancomunidades de forma explícita. Sin embargo, son varios los preceptos que permiten reconocer al Principado competencias sobre estas Entidades locales. En concreto, las posibilidades que abre el texto constitucional, por un lado, la posible creación de agrupaciones de Municipios (art. 141.3 CE), así como la transferencia a todas las Comunidades Autónomas de competencias en materia de régimen local (art. 148.1.2 CE), se materializaron en el reconocimiento a través LBRL de competencias sobre las entidades supramunicipales (disposición adicional primera), entre las que se encuentran las Mancomunidades. En la actualidad constituyen estas Administraciones locales la figura predominante a la que se acude para la mejora en la prestación de los servicios públicos locales. Y es que para atender a los problemas que derivan del tamaño y de la debilidad de los Municipios, problemas que en la actualidad se están viendo incrementados por las mayores exigencias derivadas de nuevos servicios públicos locales, la opción preferente es la creación de Mancomunidades que, al agrupar a varios Municipios, pueden satisfacer mejor la realización de obras públicas o la prestación de servicios locales.

## Circunscripciones electorales
A efectos electorales en Asturias se encuentran tres circunscripciones: Occidental (32 concejos), Central (29 concejos) y Oriental (17 concejos); siendo la mayor de todas ellas a efectos poblacionales la Central.

## Partidos judiciales
Asturias se divide en 18 partidos judiciales: Cangas del Narcea, Lena, Cangas de Onís, Avilés, Grado, Siero, Castropol, Gijón, Laviana, Oviedo, Llanes, Mieres, Langreo, Tineo, Valdés, Pravia, Villaviciosa y Piloña.

## Organización sanitaria
Desde el punto de vista sanitario, el Principado tiene 8 Áreas Sanitarias, 2 Distritos Sanitarios, 66 Zonas Básicas de Salud y 15 Zonas Especiales de Salud, cuya gestión corresponde al Servicio de Salud del Principado de Asturias. 